# Levandule korunkatá
Levandule korunkatá (Lavandula stoechas), zvaná též levandule klasnatá, hlávkovitá, smilovitá, francouzská či ouškatá, je druh rostliny z čeledi hluchavkovitých, pocházející z oblasti Středomoří.

## Popis

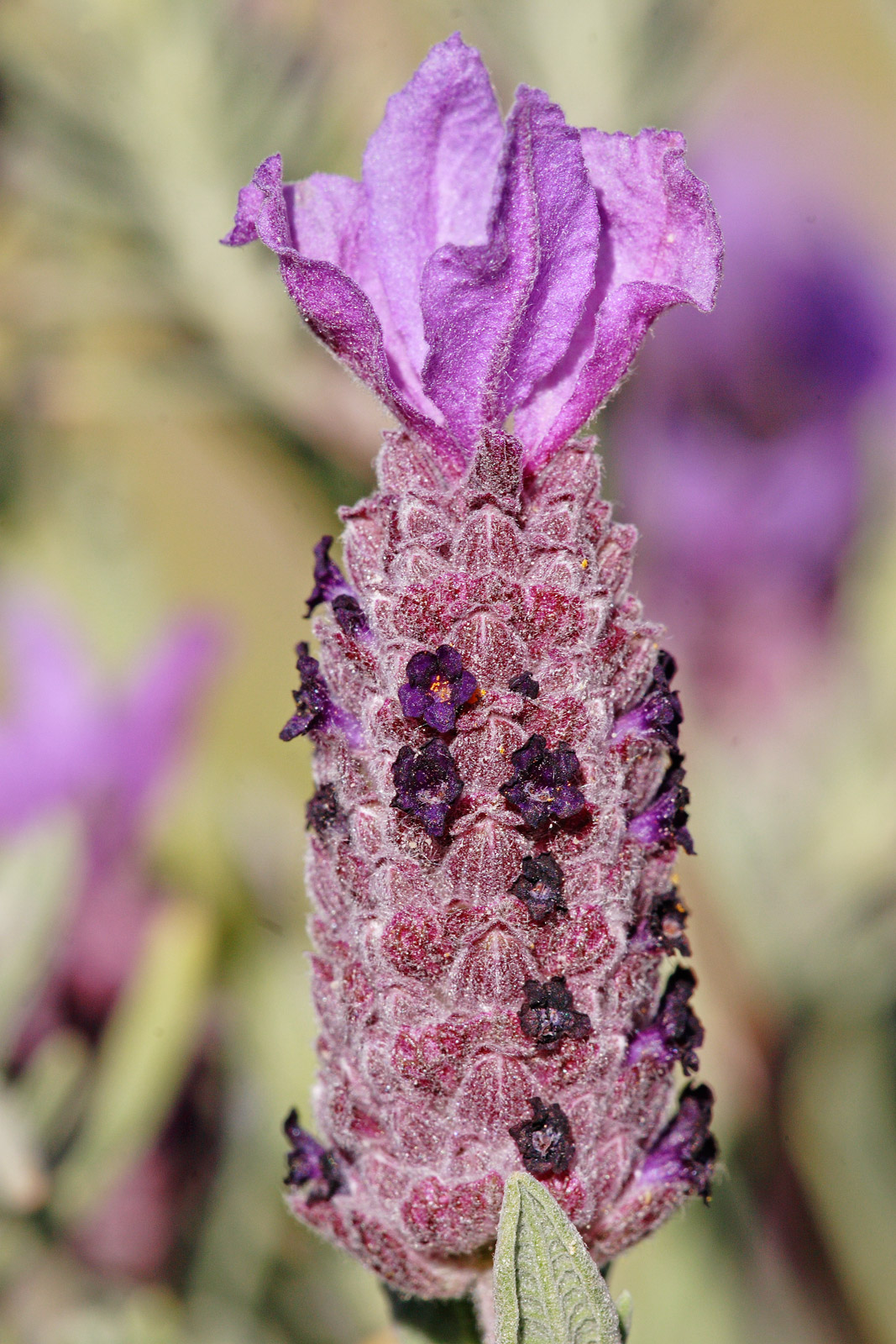
Detail květenství

Je to aromatický, stálezelený, obvykle hustě olistěný polokeř, dosahující obvykle výšky 30–60 cm, výjimečně až 150 cm. Listy jsou šedozelené barvy, jednoduché, vstřícně postavené, úzce kopinaté, dlouhé až 1–4 cm. Květy jsou oboupohlavné, vyrůstají v lichopřeslenech stažených na konci květonosných lodyh do hustého, v průřezu zhruba čtyřhranného lichoklasu podpíraného široce kosočtverečnými až srdčitými, hustě žláznatě chlupatými listeny; na vrcholu je zakončen nápadnou „korunkou“ z několika vzpřímených fialových či růžových listenů. Kalich je trubkovitý, taktéž hustě chlupatý, koruna obvykle drobná, temně fialová, pětičetná, mírně souměrná až téměř pravidelná. Rostlina kvete ve Středomoří od února či března do června, při pěstování v severnějších oblastech včetně ČR zhruba od května do srpna. Opylována je hmyzem, plody jsou tvrdky. Celá rostlina silně voní po kafru.
Ploidie druhu je 2n = 30.

## Rozšíření a ekologie

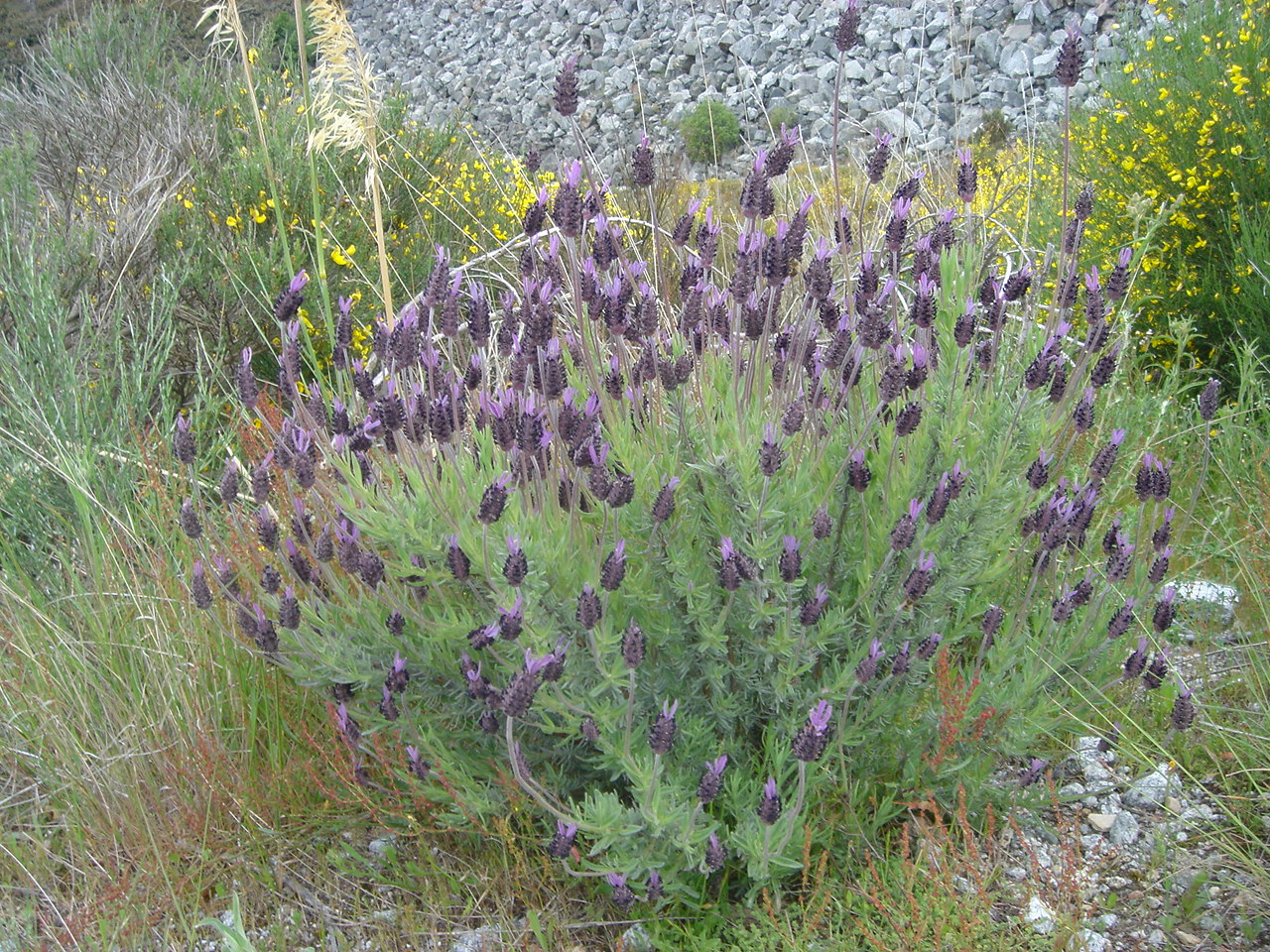
Celkový habitus keře v přírodě

Levandule korunkatá je rozšířena ve většině Mediteránu, od Pyrenejského poloostrova (včetně Portugalska) přes severní Afriku a jižní Evropu až po Turecko, Libanon a Sýrii, zdomácněla též na Kanárských ostrovech a na Madeiře. Rozšířena byla do mnoha dalších zemí, mj. na Nový Zéland a do Austrálie, kde je považována za nepříjemný plevel.
Je to acidofilní rostlina, vyhledává tedy spíše kyselejší půdní podmínky. Tvoří významnou složku nízkých středomořských křovin typu garrigue, roste též v řidších makchiích nebo na okrajích světlých borových lesů či na výslunných suchých stráních. Preferuje plné oslunění a lehké propustné půdy, dokáže vydržet i značné sucho.

## Systematika
Rozlišují se dva poddruhy: Lavandula stoechas subsp. luisieri rostoucí ve Španělsku a Portugalsku, a nominátní poddruh Lavandula stoechas subsp. stoechas rozšířený v celém Středomoří. Dříve za poddruh, nyní spíše za samostatný druh je považována podobně vypadající Lavandula pedunculata, rozšířená na Iberském poloostrově, v Maroku a v Turecku.

## Význam
Levandule korunkatá patří k nejstarším kulturně pěstovaným druhům levandule, její aromatické oleje obsahující vonné silice se přidávaly do vodních lázní, používala se jako repelentní prostředek, protijed a jako antiseptikum na ošetřování ran. Průmyslově se využívá méně než její příbuzná levandule lékařská. Netradiční atraktivní vzhled s typickou korunkou na květních klasech z ní především v jižních zemích dělá oblíbenou okrasnou rostlinu, jíž byla po celém světě vyšlechtěna řada kultivarů, v barevných odstínech od bílé a světle růžové po sytě fialovou.

## Pěstování v Česku
V ČR je levandule korunkatá pěstována spíše vzácně. Má podobné nároky na stanoviště a péči jako běžně pěstovaná levandule úzkolistá, ve srovnání s ní je však choulostivější a daleko hůře snáší středoevropské mrazy. Spolehlivě přežívá pouze mírnější zimy; celoročně venku ji lze s jakousi nadějí na úspěch pěstovat pravděpodobně pouze na vhodných chráněných stanovištích v teplých oblastech republiky, a to pouze s důkladnou zimní přikrývkou například z netkaných textilií. Vhodnější je pěstovat rostliny v přenosných květináčích a na podzim je zazimovat ve světlé, chladné místnosti, například v zimní zahradě, a snížit zálivku.